# Inkhundla Mbabane Est
L'Inkhundla Mbabane Est è uno dei quattordici tinkhundla del distretto di Hhohho, nell'eSwatini.

## Geografia antropica

### Suddivisioni amministrative
L'Inkhundla è suddiviso negli 8 seguenti imiphakatsi: Corporation, Fonteyn, Gobholo, Maqobolwane, Mcozini, Mncitsini, Mntulwini, Sidwashini.